# Pélage (hérésiarque)
Pour les articles homonymes, voir Pélage.
Pélage ou Pelagius (v. 350 - v. 420) est un moine ascète breton insulaire dont les idées sur le caractère contingent de la grâce divine furent jugées hérétiques par l'Église catholique en 418.

## Biographie

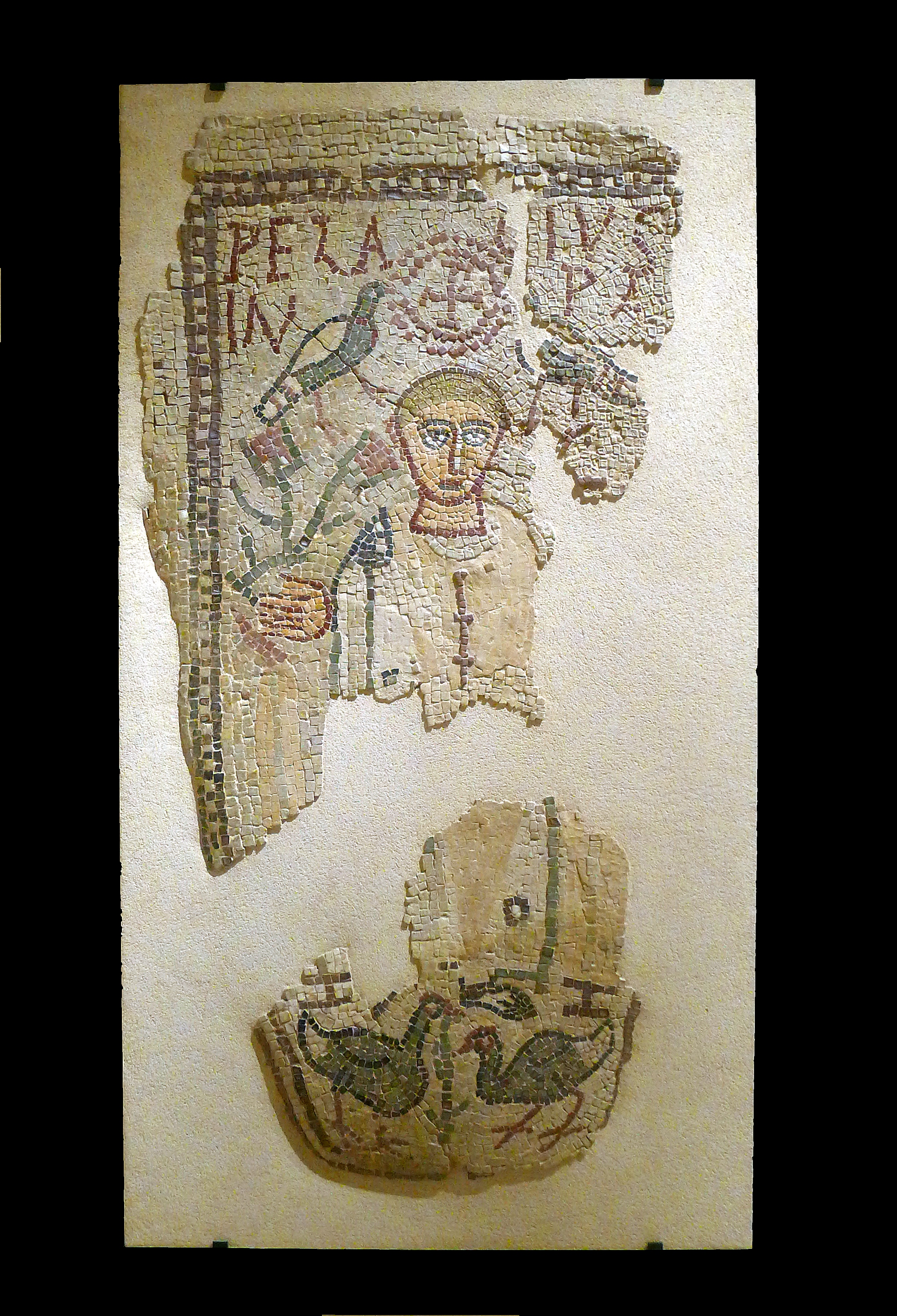
Mosaïque funéraire de Pelagius ; couvercle d’une tombe d’enfant (fin IVe s. – début Ve s. ap. J.-C) - Musée du Louvre.

Originaire de Bretagne romaine (Britto pour Augustin, Britannus selon Marius Mercator), Pélage, dont le nom d'origine est Morgan,, est né vers 350 apr. J.-C. Sûrement d'origine sociale modeste, il arrive à Rome entre 380 et 390.
Après le départ de Jérôme de Stridon pour la Palestine, Pélage entreprend de prêcher à l'aristocratie romaine. En effet, sa vie ascétique, en qualité de Servus Dei, de même que son enseignement connaissent un engouement considérable. Il prêche alors une règle de vie afin de faire d'elle « une élite de la vertu ». Si son message n'est pas limité à la seule aristocratie, celle-ci est néanmoins mieux préparée à recevoir son enseignement. 
Célestius se joint à lui dans les années 390 et tous deux rencontrent vers 400, à Rome, le prêtre oriental Rufin le Syrien, disciple de Théodore de Mopsueste.
En 410, après le sac de Rome par les Wisigoths, Pélage part pour l'Afrique avec son disciple Célestius. Il se rend à Hippone, où il espère rencontrer Augustin, mais celui-ci est absent. Il le rencontrera finalement à Carthage. Il part ensuite dès 411 pour Jérusalem, laissant Célestius en Afrique.
Expulsé de Jérusalem, puis d'Antioche, on suppose qu'il se réfugia en Égypte pour y mourir vers 420.

## Le pélagianisme
En réaction contre le pessimisme fondamental du manichéisme, Pélage considère que tout chrétien peut atteindre la sainteté par ses propres forces et par son libre arbitre et minimise le rôle de la grâce divine, non indispensable à ses yeux.
Cet enseignement est déclaré comme hérétique par le 16e concile de Carthage en 418, avec l'approbation du pape Zosime, car il niait la nécessité de la grâce et l'existence du péché originel, enseignant que l'homme était, en lui-même et par nature, capable de choisir le bien.
Le schisme pélagien est mené par Célestius et un groupe de dix-huit évêques d'Italie conduit par Julien d'Éclane qui refusent de se soumettre au décret de Zosime.
Le semi-pélagianisme, doctrine tentant de concilier l'augustinisme et le pélagianisme, distingue entre l'initiation de la foi, soumise au libre arbitre du croyant, et l'augmentation de la grâce, initiée par Dieu.

### Citations
- « La raison n'est pas viciée par le péché originel. La perfection est possible. »

## Œuvres

### Édition
- Patrologia latina supplementum, I, édition par A. Hamman, Paris, 1958, 1101-1560.

### Œuvres
- Pro libero arbitrio (Pour le libre arbitre) (415-416) : fragments chez saint Augustin (Sur la grâce, Sur le péché originel)
- De indurationa cordis Pharaonis (Sur l'endurcissement du cœur de Pharaon), édition par G. Morin, apud Georges de Plinval, Essai sur le style et la langue de Pélage, Fribourg, Librairie de l'Université, 1947.
- Epistula ad Demetriadem (Lettre à Démétriade) (412). Sur la bonté essentielle de la nature humaine.
- Epistula ad Claudiam sororem de Virginitate, (attribution incertaine)
- De Natura (405-406)
- Commentaire sur les treize épîtres de saint Paul (vers 410)
  - Expositiones xiii epistularum Pauli: In 1 Corinthios
  - Expositiones xiii epistularum Pauli: In 2 Corinthios
  - Expositiones xiii epistularum Pauli: In Ephesios
  - Expositiones xiii epistularum Pauli: In Galatas
  - Expositiones xiii epistularum Pauli: In Philippenses
  - Expositiones xiii epistularum Pauli: In Romanos, édition par T. de Bruyn, Pelagius's Commentary on Saint Paul's Epistle to the Romans, Oxford, Clarendon Press, 1993
  - Expositiones xiii epistularum Pauli: In 1 Thessalonicenses